# Samanadrinda
Samanadrinda es un icnogénero de pisadas de dinosaurio terópodo del Jurásico medio de la Caliza Samana Suk en Baroch Nala, en la provincia de Punjab, en Pakistán. Estas huellas corresponden a pisadas tridáctilas con una longitud de alrededor de 60 cm. y cerca de 45 cm de anchura, por lo que corresponderían a un terópodo relativamente grande; estas huellas además fueron encontradas en asociación con un icnotaxón de dinosaurio saurópodo, Malakhelisaurus mianwali, con el que parece haber interactuado, ya que el rastro del terópodo se confronta de manera oblicua a un rastro de varias huellas de un grupo de saurópodos. Malkani en 2008 consideró que Samanadrinda 
correspondería a un terópodo miembro de Abelisauria.